# 그대 없인 못살아
《그대 없인 못살아》는 2012년 5월 28일부터 2012년 11월 16일까지 방영된 MBC 일일연속극으로, 대가족을 배경으로 힘든 세상살이와 뜻밖의 역경을 가족의 사랑으로 이겨내며 행복을 찾아가는 이야기의 작품이다.
이 드라마는 당초 2012년 5월 21일 첫 회가 나갈 예정이었으나, 준비가 미흡하여 《최고의 사랑》을 재방송하고 2012년 5월 28일로 첫 방영일이 변경됐다.

## 역대 방송시간
※ MBC 뉴스데스크의 시간대 변경에 따라 방송 시간대가 변경되었다.
| 방송 채널 | 방송 기간                          | 방송 시간                | 방송 분량 |
| --------- | ---------------------------------- | ------------------------ | --------- |
| MBC       | 2012년 5월 28일 ~ 2012년 11월 2일  | 매주 평일 밤 8:15 ~ 8:55 | 40분      |
| MBC       | 2012년 11월 5일 ~ 2012년 11월 16일 | 매주 평일 밤 7:15 ~ 7:55 | 40분      |

## 등장 인물

### 주요 인물
- 김해숙 : 장인자(61세) 역

상도, 도희, 민도, 치도의 어머니. 성실함과 부지런함이 몸에 밴, 한결같고 야무지며 정 많고 눈물 많은 어머니. 맏며느리로서 오랫동안 맘고생도 많았지만 남편을 무시해 본 적 없고 제사와 차례에 소홀해 본 적 없는 살림꾼. 풍기의 외도와 상도의 불륜으로 받은 스트레스로 결국 알츠하이머에 걸리게 된다. 병이 급속도로 악화되자, 자신이 좋아했던 인혜를 내쫓은 새 며느리인 가영에게 독설과 폭력을 휘두르는 등 식구들에게까지 피해를 끼친다. 자식들에게 짐이 되지 않기 위해서 요양원에 가려고 하지만 결국 풍기와 함께 집으로 돌아온다.
- 주현 : 김풍기(63세) 역

상도, 도희, 민도, 치도의 아버지. 어머니 강월아 여사의 대를 이어 죽집을 운영하고 있다. 젊은 시절, 외도로 치도를 낳은 사건을 벌였던 것 하나를 제외하면 평생을 자신의 삶보단 아들로서, 남편으로서, 아버지로서의 몫을 살아온 이 시대의 아버지. 다혈질에 고집도 세지만, 따뜻한 속내의 소유자이다. 착한 며느리 인혜를 내쫓은 새 며느리 가영을 몹시 증오한다. 인자가 병에 걸리자, 인자를 가슴 속에 품지 못한게 한이 되어 지극정성으로 돌본다.
- 박은혜 : 서인혜(31세) 역

장인자 여사의 큰며느리이자 김상도의 아내. 고아로 자랐으나, 실은 민재희 회장의 친딸 박소현이다. 시댁 어른들을 모시고 살면서 시댁 식구들을 자신의 친가족인 양 보살폈다. 상도의 아내로 최선을 다하였으나 상도와 가영의 불륜으로 인해 이혼을 하게 된다. 현태와의 스캔들로 인해 민 회장 집의 메이드로 들어왔으나, 자신의 출생의 비밀을 알고 있는 현태의 전 부인 지은의 만행에 의해서 쫓겨날 위기에 처한다. 민 회장이 자신의 친모라는 사실을 알자 방황하고, 지은의 공격으로 민 회장의 회사가 위험에 빠지자 회사를 위해서 떠나겠다고 결심한다. 그러나 현태의 인혜와의 결혼 발표로 인해서 이성을 잃은 지은의 손에 그만 뇌출혈 상태에 빠진다. 마지막회에는 지은을 용서하고 민 회장과 살게 된다.
- 김호진 : 이현태(36세) 역

민 회장의 의붓아들. 상도가 근무하던 은행 부은행장으로 근무하다 민 회장의 권유로 대표이사로 취임한다. 오랫동안 인혜를 짝사랑하였으며, 상도와 이혼한 인혜를 챙겨준다. 인혜와 결혼하고 싶어하지만 전 부인 지은의 방해와 가정환경이 처진다는 민 회장의 반대로 자꾸 엇나간다. 인혜와 약혼하지만 인혜가 민 회장의 친딸이라는 사실을 알게 되고 혼란스러워하지만 인혜와의 사랑을 포기하지 않는다. 결국 인혜가 집으로 들어오는 날, 뉴욕 지사로 가게 됐다며 집을 떠나고 인혜와의 재회를 약속한다.
- 박선영 : 민지수 역 (아역: 김나희)

민도의 아내. 정신과 의사. 엄마 이미자 여사의 지적 허영을 실컷 충족시켜준 큰딸. 엄마의 반대를 무릅쓰고 별 볼 일 없는 상태인 민도와 결혼한다. 임신 중 백혈병에 걸렸음에도 아이를 출산하고자 한다. 상태는 호전되고 뱃속의 아이를 낳아도 된다는 소식에 행복한 미래를 그린다.
- 박유환 : 김민도(22세) 역

장인자 여사의 둘째 아들이자 지수의 남편. 영화감독 지망생으로 돈 한 번 벌어본 적 없는 백수. 자신의 직업 문제와 어머니 치매증상으로 인해서 지수와의 사이가 악화되었으나, 지수가 자신의 집으로 들어오자 풀어졌다. 지수가 직장 동료와 바람피는 게 아닌가 오해하였지만 백혈병에 걸렸다는 사실을 알고 출산을 반대하고 수술을 강요한다.

### 인자 여사네
- 윤다훈 : 김풍봉(45세) 역

강월아 여사의 차남. 현실감 제로에 생각하면 바로 말로 나오고, 가리는 것 없고, 숨기는 것 없는 단순 솔직남. 그래서 주변 사람을 은근히 열 받게 하는 트러블 메이커. 형수의 가게에서 주방일을 도와가면서, 사돈이 된 연자와 새로운 사랑을 만들어 간다. 연자의 언니 미자에게 자신은 전혀 의도하지 않은 여지를 주어 미자를 오해하게 한다.
- 조연우 : 김상도(32세) 역

장남, 인혜의 남편. 현태의 은행에서 근무한다. 한국으로 돌아온 가영과 외도를 하여 인혜와 이혼하고 직장도 옮긴다. 자신의 불륜으로 인해서 어머니 건강이 악화되자 반성하며 인혜를 그리워한다. 이기적이인 가영과 심한 언쟁과 대립 중이다. 현태의 회사를 압박하려고 하는 강 회장의 제안으로 재성으로 스카웃되기도 한다. 가영이 임신하자 이혼할 마음을 접는다.
- 최송현 : 김도희(26세) 역

둘째, 종합병원에서 간호사로 근무하다 민 회장의 건강관리를 위해 비서로 스카웃된다. 뛰어난 현실감각을 바탕으로 감정보다는 이성으로 접근해 독설을 서슴지 않고 내뱉어 주변 사람들을 당혹케 한다. 약간의 속물근성도 있다. 자신의 첫사랑이자 동경하는 현태의 첫사랑이 인혜라는 것을 알자 인혜를 내쫓을 궁리를 한다. 인혜가 민 회장의 딸이라는 소식을 듣고는 오빠 상도의 이혼을 적극적으로 말리지 못한거 같아서 후회하고 있다.
- 도지한 : 김치도(21세) 역

막내아들. 판사. 아버지 풍기의 외도로 얻은 아들. 말 없고, 점잖고, 침착하고, 사리분별은 확실한 용모 단정 판사. 어려서부터 시험이란 시험은 모두 1등만 했고 그로 인해 본의아니게 동갑내기 이복형 민도의 열등감을 일찌감치부터 자극했다. 자신을 받아준 인자에게 성심을 다하여 친어머니처럼 모시고 있다.
- 왕석현 : 김기찬 역 (중도 하차)

유치원생. 상도, 인혜 부부의 아들. 대가족 속에서 사랑받으며 자라고 어른들의 철저한 교욱으로 속이 깊고, 옳고 그른 것을 잘 가리는 어른스러운 아이. 벌써 철이 들어서 어른들에게 존댓말을 한다. 상도의 외도로 인해 정신적 충격을 받자 몽유병, 방뇨 등 예기지 못한 증상을 보인다. 인혜와 함께 살고 싶어하지만 인혜의 처지를 이해하고 하루 빨리 데려가기만을 바라고 있다.
- 김지영 : 강월아 역 (12회 중도 하차)

부지런하고, 직선적이고, 할 말은 해야하고, 할 일도 해치워야 직성이 풀리는 원칙주의자. 세상 일에 무엇이 우선인지 알고 정확하다. 집안의 큰 어른이었으나 아무 언급 없이 12회를 끝으로 하차하였다. 이후에는 사망했다고 언급된다.

### 현태네
- 정애리 : 민재희(66세) 역

대기업 회장, 현서, 현태의 어머니. 국제적인 기업의 회장으로 비지니스를 위해 자식의 결혼생활까지 관여하는 강력한 카리스마 소유자. 이성적인 판단과 비지니스적인 계산으로 움직이는 자신에 비해 정에 이끌리는 현태의 행동을 못마땅해 한다. 지은의 거짓말로 자신이 찾는 친딸이 죽은 줄 알았지만 살아있다는 사실을 알고 찾기 시작한다. 가난한 고아 출신의 인혜를 무시하고 현태와의 연애를 반대하지만, 인혜가 자신이 그토록 찾던 딸 소현이라는 것을 알게 되자 후회한다. 이후에도 현태와 인혜의 사이를 반대한다.
- 최지나 : 이현서(39세) 역 (중도 하차)

현태의 유일한 피붙이이자 누나. 하나뿐인 동생 현태에 대한 애정이 각별하며 현태가 행복한 삶을 살기를 바란다.
- 이병욱 : 재수 역 (중도 하차)

현서의 남편.

### 지수네
- 윤미라 : 이미자 역

지수와 미수의 어머니, 장인자와는 초등학교 동창. 인자에게는 손톱만큼도 지기 싫어하며 온갖 교양을 떨며 자존심을 세우지만, 남편이 없다는 것에 대해 예민한 과부 콤플렉스가 중증이다. 아직도 철이 없고 동생 연자와는 찰떡궁합으로 잘 지낸다. 직업도 변변찮은 민도를 사위로 맞는 것을 반대했으나 결국에는 민도를 받아들인다. 자신의 사돈인 풍봉이 자신을 좋아한다고 오해한다. 지수의 백혈병 투병 사실을 안 뒤, 수술을 강요한다.
- 오영실 : 이연자 역

지수 이모. 미자여사의 여동생. 먹성 좋고, 덜렁거리고, 자신의 감정을 서스럼 없이 표현하는 귀여운 푼수. 제대로 된 연애 한 번 못하고 노처녀로 늙은 세월을 원망하지만 이조차도 긍정적으로 받아들이는 해피바이러스. 조카인 지수의 일이라면 엄마 이미자 못지 않게 관심을 갖고 도와준다. 민도의 삼촌 풍봉과의 사랑을 조심스럽게 시작하려는 순정파.
- 송지수 : 민미수 역

지수 여동생. 미자여사의 둘째 딸. 고등학교 3학년. 단순하고, 덜렁거리고, 반응 빠르고, 밝고, 활달하고, 긍정적이며, 눈치 빠르고, 쿨하다. 트로트가수가 꿈. 아직 어린 나이임에도 벌써부터 10년, 20년 계획까지 다 세울 정도로 자기 목표가 확실하고 의지가 굳은 자기애가 강한 인물.

### 그 외 인물
- 황인영 : 사가영 역

갤러리 관장. 상도의 첫사랑. 어렸을 적 상도와의 불같은 사랑을 하다 돌연 다른 남자와 결혼을 해 한국을 떠났다가 상도 앞에 몇 년만에 나타난다. 단단해 보였던 상도의 가정을 한순간에 무너뜨리는 장본인. 상도와 결혼 후, 시댁 식구들에게 함부로 대들고 막말을 하여 모두의 미움을 산다. 치매에 걸린 인자를 요양원에 보내려 하면서 상도와 갈등을 빚는다. 상도와 이혼을 택하지만 결국에는 임신 사실을 알고 인자를 시어머니로 받아들이게 된다.
- 소유진 : 강지은 역

현태의 전 부인. 미국에서 결혼생활을 하던 중 외도를 저질러 이혼을 했지만 계속 현태의 곁을 맴돌며 재결합을 바란다. 처음부터 서인혜를 괴롭힐 생각은 없었지만 인혜의 출생의 비밀을 알자 천륜을 끊어놓기 위해 악행을 일삼는다. 인혜가 모녀상봉을 한 후에도 의기양양하며 인혜에게 떠날 것을 요구하다 인혜를 계단에서 밀쳐 다치게 한다. 후에는 반성하여 현태 곁을 떠난다.
- 윤주상 : 강태식 역

재성그룹 회장. 딸 강지은을 위해서라면 무엇이든지 하는 아버지.
- 신동훈 : 이동훈(73세) 역

그룹회장. 현서, 현태의 아버지.
- 남지현 : 은덕 역 (중도 하차)

죽집의 튼실한 일꾼. 세상을 있는 그대로 사랑할 줄 알며 주변사람을 유쾌하게 만드는 긍정적인 사고를 가진 인물
- 최윤소 : 이현경(24세) 역

치도의 연수원 동기 판사. 당당하고 적극적이며 솔직한 성격. 치도와는 연수원 동기로 치도를 사랑한다. 대법관인 아버지와 미술관장인 어머니 사이에서 난 외동딸이며 지수의 초등학교 대학교 후배로 막역한 사이다.
- 김승현 : 흥신소 사장 역

## 참고 사항
- 극 초반, 가족의 가치를 다뤄내는 정통 가족극의 모습을 보이며 시청자의 호평을 이끌어 냈으나, 중반에 접어들면서 극중 인물들이 아무 언급 없이 하차하고, 불륜과 이혼, 출생의 비밀, 음모 등의 막장 요소들이 부각되어 시청자들로부터 비난을 샀다.[2]